# Doria Ragland
Doria Loyce Ragland, dite Doria Ragland, née le 2 septembre 1956,, est la mère de Meghan Markle et l'ex-épouse de Thomas Markle (en), qui a occupé les fonctions de directeur de l'éclairage et de directeur de la photographie pour la télévision américaine. Ragland est titulaire d'un diplôme en travail social et a exercé en tant que maquilleuse et instructrice de yoga.

## Biographie

### Premières années
Doria Ragland, est née à Cleveland, dans l'Ohio,. Sa mère, Jeanette Arnold (1929-2000), était infirmière et son père, Alvin Azell Ragland (1929-2011), était antiquaire et vendait ses objets sur les marchés aux puces. Les grands-parents maternels de Ragland, James et Nettie Arnold, occupaient respectivement les fonctions de groom et d'opérateur d'ascenseur à l'hôtel St. Regis sur Euclid Avenue à Cleveland,. Le couple a ensuite pris la décision stratégique de déménager à Los Angeles lorsque Ragland était bébé, et a ensuite fait le choix de divorcer. En 1983, son père a convolé en secondes noces avec Ava Burrow, une enseignante de maternelle, qui a un âge proche de celui de Ragland. Ces deux derniers sont restés proches même après cette union qui a pris fin par un divorce. Ragland a deux demi-frères maternels plus âgés, Joseph (connu sous le nom de «JJ» ; 1949-2021) et Saundra Johnson (née en 1952), et un demi-frère paternel plus jeune, Alvin Joffrey Ragland.
Selon plusieurs sources, la lignée des Ragland, trouve son origine dans Richard « Dick » Ragland, un individu né en tant qu'esclave vers 1792 dans le comté de Chatham, en Caroline du Nord. Son descendant, Stephen Ragland (1848-1926), natif de Jonesboro en Géorgie, a survécu assez longtemps pour être témoin de l'abolition de l'esclavage en 1865. Le patronyme Ragland trouve son origine dans celui de William Ragland, propriétaire d'esclaves, planteur méthodiste et spéculateur foncier qui émigra au XVIIIe siècle de Cornouailles, en Angleterre, vers l'Amérique du Nord,. Meghan Markle, la fille de Doria, a déclaré lors d'une conférence de presse qu'un test généalogique avait révélé qu'elle était d'origine nigériane à 43%.

### Carrière et éducation
Après avoir quitté le Lycée Fairfax (en), Ragland a occupé un poste d'assistante maquilleuse temporaire sur le plateau de la série télévisée General Hospital. C'est dans ce cadre qu'elle a rencontré son futur ex-mari Thomas Markle, Sr. Par la suite, elle a travaillé comme agent de voyage et a possédé une petite entreprise. Après son divorce de Markle, Ragland a obtenu un diplôme de premier cycle en psychologie. En 2011, elle a obtenu un Master of Social Work (MSW) à l'Université de Californie du Sud. En 2015, elle a obtenu l'autorisation d'exercer en Californie et a rejoint l'équipe de la Didi Hirsch Mental Health Services Clinic à Culver City en tant qu'assistante sociale,,,. Parallèlement à ces responsabilités, Mme Ragland a également exercé en tant qu'instructrice de yoga. En 2020, il a été rapporté qu'elle enseignerait un cours de fabrication de bijoux au Santa Monica College. En 2020, elle a rejoint l'équipe de direction de Loving Kindness Senior Care Management en tant que PDG, directrice financière et secrétaire, apportant ainsi son expertise et son leadership à une entreprise de soins à domicile de premier plan à Beverly Hills.

### Vie privée
Ragland, a convolé avec le régisseur lumière Thomas Markle le 23 décembre 1979 au Paramahansa Yogananda Self-Realization Fellowship (en) Temple d'Hollywood, lors d'une cérémonie célébrée par le frère Bhaktananda. Leur fille, Meghan, est née en 1981. Le couple a pris la décision de se séparer lorsque leur fille avait deux ans. Le divorce est prononcé en 1987.
Ragland réside à View Park-Windsor Hills,, en Californie, dans une maison héritée de son père en 2011. Elle a accompagné Meghan lors d'événements publics et a assisté à son mariage en 2018 avec le prince Harry dans le Berkshire. Ragland est devenue grand-mère le 6 mai 2019. Elle s'est rendue au Royaume-Uni pour rencontrer son petit-fils, le prince Archie de Sussex, et ses parents. En juillet, elle a assisté au baptême du prince Archie dans la chapelle privée du château de Windsor. Sa petite-fille, la princesse Lilibet de Sussex, est née le 4 juin 2021 à Santa Barbara, en Californie.